# ۱۸۳۰
۱۸۳۰ میلادی هزار و هشتصد و سی‌مین سال گاه‌شماری میلادی است.

## رویدادها
- ۶ اکتبر - انقلاب بلژیک: دولت موقت در بروکسل تشکیل کشور مستقل بلژیک را اعلام کرد.[نیازمند منبع]

## زادروزها
- ۳ فوریه – رابرت گاسکوین-سسیل، سیاست‌مدار بریتانیایی (د. ۱۹۰۳)
- ۲ سپتامبر – ویلیام پی. فرای، سیاست‌مدار و وکیل آمریکایی (د. ۱۹۱۱)
- ۱۲ سپتامبر – ویلیام اسپراگ چهارم، سیاست‌مدار آمریکایی (د. ۱۹۱۵)
- ۱۵ سپتامبر – پورفیریو دیاس، سیاست‌مدار مکزیکی (د. ۱۹۱۵)
- ۱۰ دسامبر – امیلی دیکنسون، نویسنده و شاعر آمریکایی (د. ۱۸۸۶)
- ۱۷ دسامبر – ژول دو گنکور، نویسنده فرانسوی (د. ۱۸۷۰)
- ۸ سپتامبر – فردریک میسترال، زبان‌شناس، نویسنده، و شاعر فرانسوی (د. ۱۹۱۴)

## درگذشت‌ها
- ۱۶ مه - ژوزف فوریه، ریاضی‌دان و فیزیک‌دان فرانسوی
- ۴ ژوئن – انتونیو خوزه دو سوکره، سیاست‌مدار بولیویایی (ز. ۱۷۹۵)
- ۱۸ نوامبر – آدام وایسهائوپت، نویسنده و فیلسوف آلمانی (ز. ۱۷۴۸)
- ۳۰ نوامبر – پیوس هشتم، کشیش ایتالیایی (ز. ۱۷۶۱)